# Ireneusz Paliński

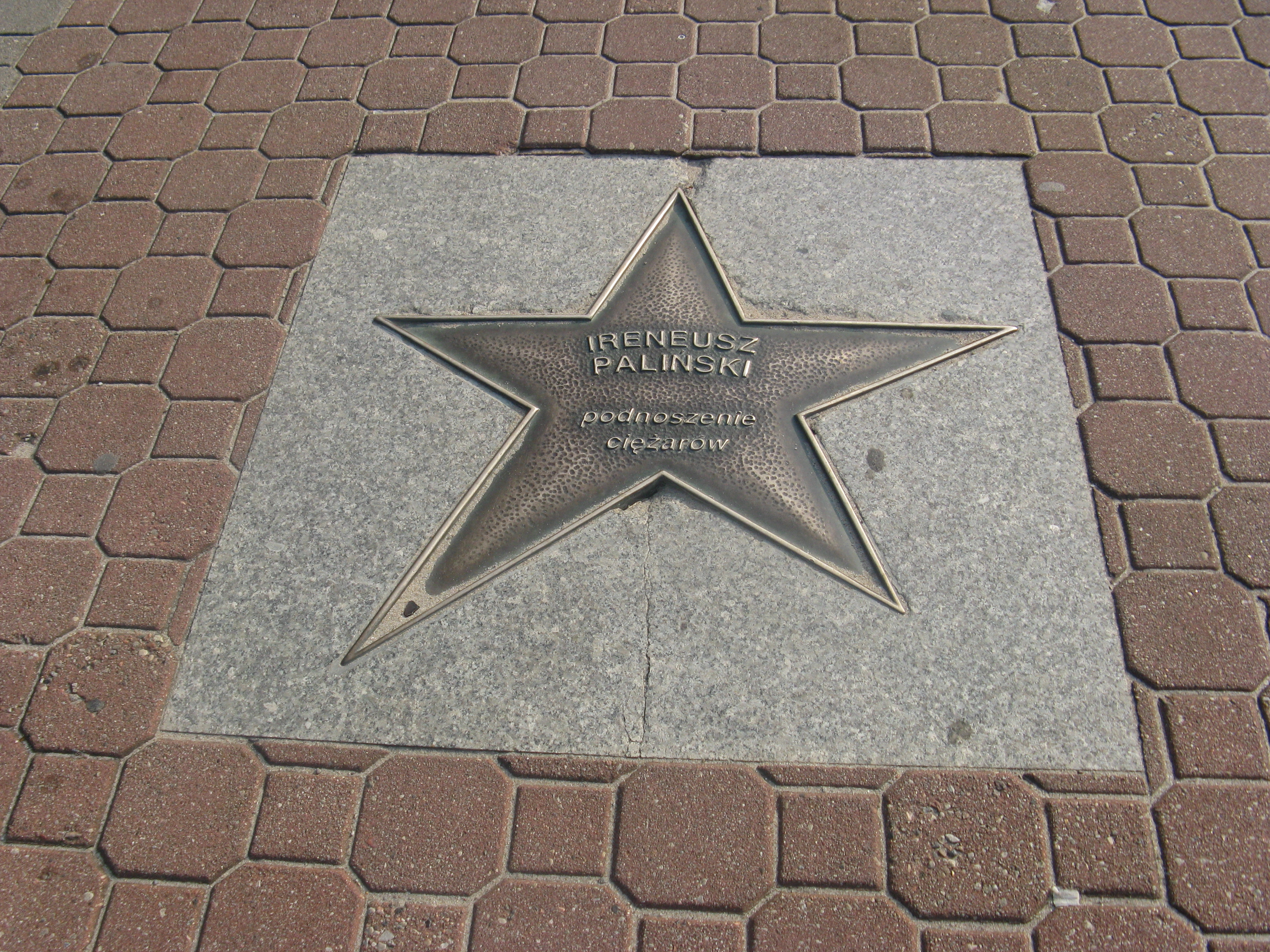
Gwiazda w Alei Gwiazd Sportu we Władysławowie

Ireneusz Paliński (ur. 13 maja 1932 w Nużewie, zm. 9 lipca 2006 w Warszawie) – polski sztangista, dwukrotny medalista olimpijski i wielokrotny medalista mistrzostw świata i Europy. Zawodnik Gwardii Wrocław, Startu Łódź i Mazovii Ciechanów.

## Życiorys
Podczas XVII Letnich Igrzysk Olimpijskich w Rzymie w 1960 roku zdobył złoty medal i tytuł mistrza olimpijskiego w podnoszeniu ciężarów w wadze lekkociężkiej (do 82,5 kg) wynikiem 442,5 kg (wyciskanie - 130 kg, rwanie - 132,5 kg, podrzut - 180 kg). Srebro zdobył James George z USA, a brązowym medalistą został wówczas Jan Bochenek. Paliński został brązowym medalistą także podczas XVIII Letnich Igrzysk Olimpijskich w Tokio, gdzie zajął trzecie miejsce w wadze półciężkiej (do 90 kg) z wynikiem 467,5 kg. Wyprzedzili go jedynie Władimir Gołowanow z ZSRR i Brytyjczyk Louis Martin.
W 1961 roku zwyciężył w wadze półciężkiej na mistrzostwach świata w Wiedniu, wyprzedzając Louisa Martina i Arkadija Worobjowa z ZSRR. Ponadto zajmował drugie miejsce w wadze lekkociężkiej na MŚ w Warszawie (1959) oraz półciężkiej na MŚ w Budapeszcie (1962), MŚ w Sztokholmie (1963) i MŚ w Berlinie (1966). Wywalczył również brązowy medal podczas mistrzostw świata w Sztokholmie w 1958 roku.
Podczas Mistrzostw Europy wywalczył osiem medali. W wadze półciężkiej: złoty na ME w Wiedniu (1961) oraz srebrne na ME w Budapeszcie (1962), ME w Sztokholmie (1963) i ME w Berlinie (1966). W wadze lekkociężkiej zdobył srebrne medale na ME w Sztokholmie (1958), ME w Warszawie (1959) i ME w Mediolanie (1960) oraz brązowy podczas ME w Katowicach (1957).
Zdobył dziewięć tytułów mistrza Polski. Siedmiokrotnie bił rekordy świata (sześciokrotnie w podrzucie i raz w trójboju).
Zwycięzca Plebiscytu „Przeglądu Sportowego” na najlepszego sportowca Polski roku 1961 (rok wcześniej zajął w tym plebiscycie 3. miejsce).
W wyborach parlamentarnych w 1993 roku bez powodzenia kandydował do Sejmu RP z listy komitetu Samoobrona – Andrzeja Leppera w ówczesnym województwie ciechanowskim jako członek Polskiej Partii Przyjaciół Piwa (otrzymał 2543 głosy).
W 1965 ożenił się z Zofią Drozdowską, miał dwóch synów Adama i Piotra. Zmarł po długiej chorobie nowotworowej.

## Odznaczenia
W 1998 roku został odznaczony Krzyżem Komandorskim z Gwiazdą Orderu Odrodzenia Polski.